# 생탕드레레릴

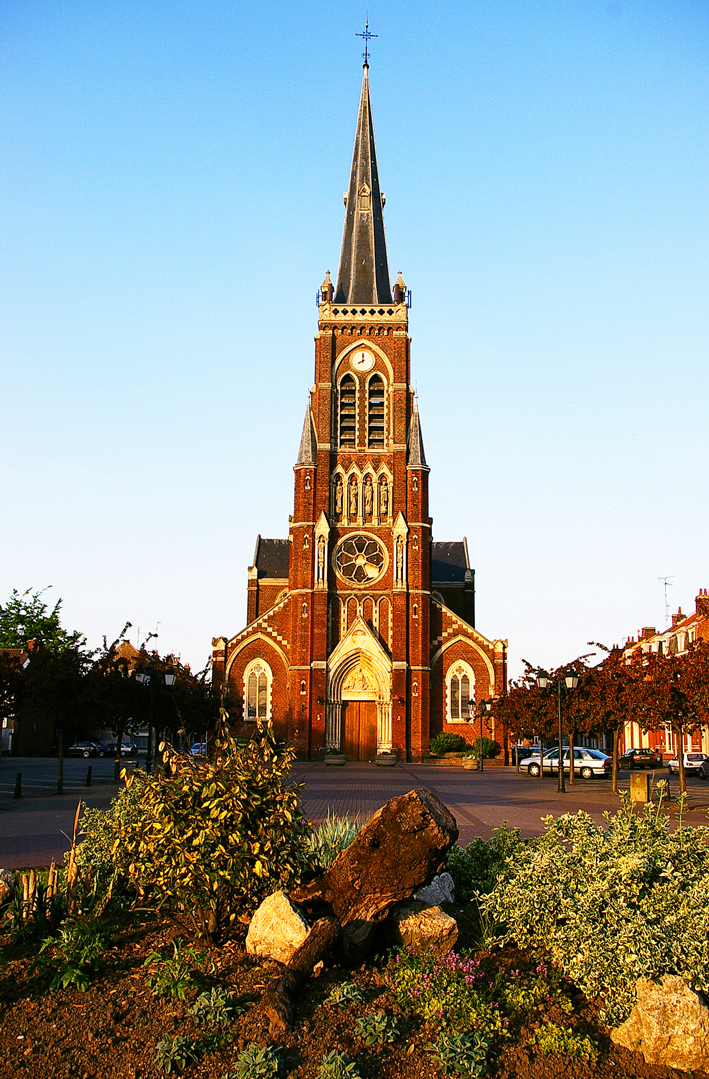
생탕드레레릴 성 앙드레(André) 교회

생탕드레레릴(프랑스어: Saint-André-lez-Lille)은 프랑스 노르파드칼레 노르주에 위치한 도시로 면적은 3.16km2, 인구는 10,931명(2006년 기준), 인구 밀도는 3,500명/km2이다.

시 문장

## 같이 보기
- 노르주의 코뮌 목록